# Birinşi Lïga 2002
La Birinşi Lïga 2002 è stata la 10ª edizione della seconda serie del campionato kazako di calcio.

## Stagione

### Novità
Delle partecipanti della passata stagione (vinta dal Tomırıs LFK), hanno preso parte a questa edizione del torneo solo Tasqala Oral e CSKA-Qaýrat. A queste, si sono aggiunte le cinque retrocesse della Qazaqstan Top Division 2001: Ekibastuzes, Jetisý, Taraz, Dostyq Mańǵystaý.
Il Tasqala ha ripresa la vecchia denominazione a distanza di un anno, ridiventando Batys. Il CSKA-Qaýrat è stato rinominato CSKA-Jïger. Il Mańǵystaý è diventato, invece, Kaspıı.
L'Eńbek, dopo aver partecipato allo scorso campionato, non si è iscritto a questa edizione del torneo.

### Formula
Le sette squadre si affrontano quattro volte, per un totale di ventiquattro giornate. Essendo un campionato a squadre dispari, ogni squadra osserverà quattro turni di riposo. 
Le prime due classificate potranno partecipare alla Qazaqstan Superliga 2003.

## Classifica finale
|  | Pos. | Squadra     | Pt | G  | V  | N | P  | GF | GS | DR  |
|  | ---- | ----------- | -- | -- | -- | - | -- | -- | -- | --- |
|  | 1.   | Ekibastuzes | 45 | 24 | 15 | 0 | 9  | 45 | 24 | +21 |
|  | 2.   | Batys       | 43 | 24 | 13 | 4 | 7  | 36 | 24 | +12 |
|  | 3.   | Dostyq      | 42 | 24 | 13 | 3 | 8  | 37 | 28 | +11 |
|  | 4.   | Taraz (-3)  | 41 | 24 | 13 | 5 | 6  | 26 | 21 | +5  |
|  | 5.   | Jetisý      | 36 | 24 | 11 | 3 | 10 | 50 | 30 | +20 |
|  | 6.   | Kaspıı      | 30 | 24 | 8  | 6 | 10 | 25 | 28 | -3  |
|  | 7.   | CSKA-Jïger  | 1  | 24 | 0  | 1 | 23 | 9  | 73 | -64 |

Legenda:
      Promossa in Qazaqstan Superliga 2003
Note:
Tre punti a vittoria, uno a pareggio, zero a sconfitta.